# حادثة مدرسة وينيندين
حادثة مدرسة فينيندين وقعت في 11 مارس 2009 في إحدى المدارس بفينيندين بألمانيا حيث قام أحد الطلاب بإطلاق النار بشكل عشوائي مما أدى إلى مقتل 16 شخصًا.